# Heath High Level
Heath High Level (ang. Heath High Level railway station, wal. Lefel Uchel y Mynydd Bychan) – stacja kolejowa w Cardiff, w Walii. Obsługuje obszar Heath. Znajduje się na Rhymney Line.
Tuż obok znajduje się stacja Heath Low Level, położona na Coryton Line.
Usługi pasażerskie są świadczone przez Arriva Trains Wales jako część sieci Valleys & Cardiff Local Routes.
Została otwarta przez Rhymney Railway w 1915.

## Połączenia
W ciągu tygodnia ze stacji kursują 4 pociągi w każdą stronę na godzinę – w kierunku północnym do Bargoed (z rozszerzeniami godzinowymi do Rhymney) i kierunku południowym do Cardiff Central i Penarth. 

## Linie kolejowe
- Rhymney Line